# Mahmut Esat Bozkurt
Vous pouvez aider à l'améliorer ou bien discuter des problèmes sur sa page de discussion.
- Il ne cite pas suffisamment ses sources. Vous pouvez indiquer les passages à sourcer avec {{référence nécessaire}} ou {{Référence souhaitée}}, et inclure les références utiles en les liant aux notes de bas de page. (Marqué depuis avril 2024)
- Certaines informations devraient être mieux reliées aux sources mentionnées dans la bibliographie ou les liens externes. Améliorez sa vérifiabilité en les associant par des références. (Marqué depuis avril 2024)

- Archive Wikiwix
- Bing
- Cairn
- DuckDuckGo
- E. Universalis
- Gallica
- Google
- G. Books
- G. News
- G. Scholar
- Persée
- Qwant
- (zh) Baidu
- (ru) Yandex
- (wd) trouver des œuvres sur Wikidata

Mahmut Esat Bozkurt né en 1892 à Kuşadası et mort le 21 décembre 1943 à Istanbul, est un homme politique et juriste turc.

## Boiographie
Il prend part à la guerre de libération en 1919-1922. Diplômé de l'École de droit d'Istanbul et étudié à l'Université de Lausanne et à l'Université de Fribourg. Député d'İzmir entre 1920-1943. Il est ministre de l'économie entre 1922-1923 au gouvernement de Rauf Orbay. Il est membre des commissions de la constitution et des affaires étrangères et membre de la commission de l'élaboration de la constitution de 1924. Entre 1924-1930, il est ministre de la justice. Pendant son ministère, il fait adopter le Code pénal turc (1926), le Code civil turc (1926), le Code turc de cabotage (1926), le Code turc des obligations (1926) et le Code turc de commerce (1926) etc. Il est le professeur de droit constitutionnel et de droit des droits des États dans la faculté des sciences politiques et la faculté de droit de l'Université d'Ankara. Il meurt en 1943 à cause d'une hémorragie cérébrale.

## Ses œuvres
- Lotus Davasında Türkiye-Fransa Müdafaaları (1927)
- Masonlar Dinleyiniz! (1932)
- Liberallik Masalı (1932)
- Türk İhtilalinde Vatan Müdafaası (1934)
- Türk Köylü ve İşçilerinin Hakları (1939)
- Devletlerarası Hak (1940)
- Atatürk İhtilali (1940)
- Aksak Timur'un Devlet Politikası (1943)